# Alexis Peterson
Alexis Ganay Peterson (* 20. Juni 1995 in Columbus (Ohio), USA) ist eine US-amerikanisch-deutsche Basketballspielerin.

## Werdegang
Als Schülerin spielte Peterson in Columbus für die Mannschaft der Northland High School. Sie wechselte 2013 an die Syracuse University in den US-Bundesstaat New York. Dort belegte sie innerhalb ihres Hochschulstudiums das Hauptfach Kind und Familie. Von 2013 bis 2017 bestritt Peterson 134 Spiele für Syracuse. Mit insgesamt 1978 erzielten Punkten setzte sie sich in der ewigen Bestenliste der Hochschule auf den zweiten und mit 590 Korbvorlagen auf den ersten Rang. 2017 wurde sie als Spielerin des Jahres der Atlantic Coast Conference ausgezeichnet.
2017 wurde Peterson im Draftverfahren der US-Liga WNBA an 15. Stelle von der Mannschaft Seattle Storm ausgewählt. Anschließend spielte sie die Saison 2017 in Seattle. Außerhalb der WNBA-Saison stand Peterson zunächst in Israel, später auch bei Vereinen in Polen und Frankreich unter Vertrag. Im April 2023 erzielte sie für UF Angers in einem Spiel der französischen Liga 39 Punkte, elf Korbvorlagen sowie sechs Rebounds. Ihr in dieser Begegnung erreichte Effektivitätswert von 50 war der höchste, den bis dahin eine Spielerin in der Ligue féminine de basket erlangt hatte.
Zu Beginn der Saison 2024/25 stand sie beim polnischen Erstligisten CCC Polkowice unter Vertrag, verließ diesen jedoch Ende Oktober 2024 wieder, als der Verein in wirtschaftliche Schwierigkeiten geriet. Im Januar 2025 wurde Peterson von Beşiktaş Istanbul verpflichtet.

## Nationalmannschaft
Peterson war in der Spielart „3-gegen-3“ Nationalspielerin der Vereinigten Staaten.
Ende Mai 2024 erhielt Peterson die deutsche Staatsbürgerschaft, die US-amerikanische behielt sie. Der Deutsche Basketball-Bund war 2023 an sie herangetreten, um sie für die deutsche Nationalmannschaft zu gewinnen, da man nach Ansicht von Bundestrainerin Lisa Thomaidis keine Spielmacherin hatte, die hätte behilflich sein können, die deutsche Auswahl auf eine höhere Leistungsebene zu befördern. Zum Zeitpunkt ihrer Einbürgerung in Deutschland verfügte Peterson über keine familiäre Bindung zu dem Land, hatte auch nie für oder gegen einen deutschen Verein gespielt.
Peterson wurde in das deutsche Aufgebot für die Olympischen Spiele in Paris 2024 berufen. Sie erzielte im Verlauf des olympischen Turniers im Durchschnitt 13,8 Punkte je Begegnung und war beste Korbvorbereiterin der Deutschen. Sie erreichte bei Olympia 2024 und bei der EM 2025 mit der Auswahl des Deutschen Basketball-Bunds jeweils das Viertelfinale.